# Guarizama
Guarizama (uit het Nahuatl: "Ficus Cotinifolia") is een gemeente (gemeentecode 1509) in het departement Olancho in Honduras.
Het dorp heette vroeger San Juan de Guarizama. Het was onderdeel van de gemeente Manto tot het in 1901 een zelfstandige gemeente werd.
Het dorp ligt aan de rivier Telica.

## Bevolking
De bevolking is als volgt verdeeld:
| Vrouwen | 3982 | 50,4% |
| Mannen  | 3914 | 49,6% |

## Dorpen
De gemeente bestaat uit vijf dorpen (aldea), waarvan het grootste qua inwoneraantal: Trinidad (code 150905).